# Лас-Крістінес
Лас-Крістінес (англ. Las Cristinas) — найбільше золоторудне родовище Венесуели.

## Характеристика
2003 року канадська компанія-власник Crystallex International Corporation за участю консультантів з Mine Development Associates (MDA) провела перерахунок підтверджених запасів руд і золота категорій proven+probable (категорії В+С1). Підтверджені запаси руди категорій В+С1 становлять 224 млн т з вмістом золота 1.33 г/т, золота — 298 т. Загальні запаси (категорій С1+С2) — 439 млн т руди із вмістом золота 1.09 г/т, або 478.5 т золота. Рудоносна зона має ширину 400 м, довжину — 3 км; зруденіння приурочене до зони розсланцювання і представлене прожилками золото-пірит-халькопірит-карбонат-кварцового складу, які супроводжуються вкрапленістю золотовмісного піриту.

## Технологія розробки
Компанії Placer Dome і CVG підготували ТЕО будівництва золотодобувного підприємства Las Cristinas. Проектна продуктивність підприємства 12440 кг Au на рік з плановим терміном експлуатації 19 років.